# Conocybe novae-zelandiae
Conocybe novae-zelandiae är en svampart som beskrevs av Watling & G.M. Taylor 1987. Conocybe novae-zelandiae ingår i släktet Conocybe och familjen Bolbitiaceae.   Inga underarter finns listade i Catalogue of Life.